# 羅馬什基 (梅利托波爾區)

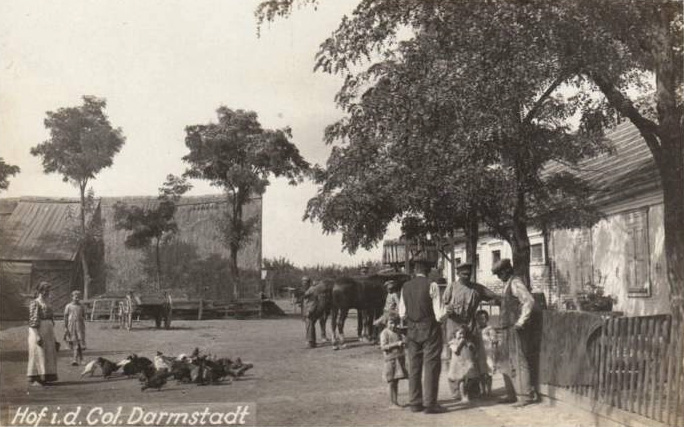

羅馬什基（烏克蘭語：Ромашки）是位於烏克蘭東南部的村莊，由扎波羅熱州梅利托波爾區的諾韋市鎮負責管轄。該村始建於1840年，面積1.05平方公里，海拔高度27米，2001年人口156，人口密度每平方公里148.6人。
46°46′20″N 35°9′29″E / 46.77222°N 35.15806°E